# Entrepreneurial Business and Economics Review
Entrepreneurial Business and Economics Review (EBER) – anglojęzyczny naukowy periodyk z zakresu nauk ekonomicznych, wydawany od 2013 roku przez Uniwersytet Ekonomiczny w Krakowie.

## Zespół redakcyjny
Redaktorem naczelnym jest dr hab. Krzysztof Wach, profesor nadzwyczajny UEK.  W skład Kolegium redakcyjnego EBER wchodzą: Jan Brzozowski, Marek Ćwiklicki, Marek Dąbrowski, Remigiusz Gawlik, Jacek Klich, Małgorzata Kosała (sekretarz redakcji), Bartłomiej Marona (redaktor online), Joanna Purgał Popiela, Tomasz Rachwał, Radosław Rybkowski (redaktor językowy), Piotr Stanek, Marek Szarucki (redaktor techniczny), Agnieszka Wałęga (redaktor statystyczny, Agnieszka Żur (redaktor językowy).
Czasopismo znajduje się w wykazie czasopism naukowych prowadzonym przez Ministra Edukacji i Nauki z przyznaną liczbą 100 punktów.

## Indeksowanie w bazach danych[3]
- Scopus
- ESCI Web of Science Core Collection
- BazEkon (Kraków, Polska)
- ProQuest (Ann Arbor, Michigan, USA) – od 2015
  - ABI/INFORM Global
  - ProQuest Entrepreneurship
- EBSCO – od 2014
- ERIH PLus (Norway) – od 2015
- EconPapers RePEc – od 2015
- Cetral and Eastern Euopean Online Library CEEOL (Niemcy)
- Index Copernicus (Warszawa, Polska)